# Copa dos Presidentes da OFC
A Copa dos Presidentes da OFC é uma competição de futebol de caráter amistoso organizada pela Confederação de Futebol de Oceania (OFC) entre clubes nacionais. A decisão de criar essa competição foi confirmada no Comitê Executivo do OFC em março de 2014. O torneio inaugural foi realizado em Auckland, Nova Zelândia, entre 17 e 23 de novembro de 2014.
Um total de seis equipes participaram do torneio: os vencedores e vice-campeões Liga dos Campeões da OFC, duas equipes da Confederação Asiática de Futebol e outros dois convidados.

## Resultados
| 2014 Detalhes | Auckland | Auckland City | 2–1 | Amicale | Busaiteen | 3–0 | Singapura Sub-23 |